# Grattacielo di Cesenatico
El Grattacielo di Cesenatico (también conocido como Grattacielo Marinella II) es un rascacielos a orillas del mar Adriático en el centro de la localidad Cesenatico, Italia.

## Historia
Cuando se construyó en 1958, su altura de 118 metros era el más alto de Italia. Sigue siendo el edificio más alto de la Emilia-Romaña y el más alto de Europa entre las torres construida en cemento armado. Consta de 35 plantas aunque solo 30 están habitadas. En su interior se encuentran 120 apartamentos.
De 2003 a 2004 se realizaron diversos proyectos para consolidar su estructura y restaurar sus fachadas.